# Соколски гимнастички систем
Соколски гимнастички систем настао је у Чешкој 1862. године. Оснивач овог гимнастичког система је др Мирослав Тирш. Соколски гимнастички систем имао је задатак да код младих кроз гимнастичке телесне вежбе развија њихове најбоље особине.
Соколски систем је био присутан и развијен у Краљевини Србији и Краљевини Југославији. Београдски сокли су за обуку доводили стручњаке из Прашког сокола.

## Галерија
- Српска соколска организација из Рисна, 1911.
- Плакат српског соколскет слета на Видовдан у Раваници, 1910.
- Месни соколи и соколке у Соколани у Трстенику
- Стеван Тодоровић (1832—1925), српски сликар и први старешина Савеза соколских друштава „Душан Силни“
- Др Војислав В. Рашић (1869—1943) је први донео соколску униформу у Краљевину Србију као пионир српског соколског покрета
- Војислав Живановић (1870—1932), потпуковник српске краљевске војске, и први заменик старешине Савеза соколских друштава „Душан Силни“
- Др Лаза Поповић (1877—1945), духовни вођа српског соколског покрета
- Др Лаза Поповић (1877—1945), старешина Фрушкогорске жупе
- Милутин Гр. Мишковић (1864—1934), генералштабни пуковник српске краљевске војске и организатор „Соколског покрета“ у Краљевини Србији
- Војислав Бесаровић, старешина српске соколске Босанско-херцеговачке жупе од 1909.
- Михајло Мишко Јовановић (188?—1915), припадник тајне организације „Млада Босна“ и члан српског Соколског покрета. Учесник је атентата на аустроугарског престолонаследника у Сарајеву 1914. године
- Коњички потпуковник Милоје Павловић (1887—1941), старешина Шумадијске жупе
- Мушко соколско одијело, Музеј Републике Српске